# Chillán Viejo
Chillán Viejo é uma comuna da província de Ñuble, localizada na Região de Biobío, Chile. Possui uma área de 291,8 km² e uma população de 22.084 habitantes (2002).